# Carnaval de Podence
Le carnaval de Podence, au Portugal, a lieu lors de la transition entre hiver et printemps. Il met en scène des personnages masqués traditionnels, les caretos, vêtus de costumes jaunes, rouges et verts. En 2019, l'UNESCO l'inscrit sur la liste représentative du patrimoine culturel immatériel de l'humanité.

## Histoire
Podence est un village qui se situe dans la région du Portugal de Trás-os-Montes et Haut Douro. Le carnaval de Podence a pour origine un rite de passage masculin, qui consistait à perdre les jeunes garçons dans la forêt pour qu'ils  viennent tout seul. De nos jours, cette tradition est ouverte aux femmes et aux enfants.

## Coutume
Fêté à la fin de l'hiver et au début du printemps, ce carnaval dure trois jours et a lieu dans les rues du village et dans les maisons des voisins qui se rendent visite. Les personnages masqués traditionnels, les caretos, se déhanchent en dansant autour des femmes, ils portent des sonnailles à la ceinture, des bâtons, des masques en fer blanc ou en cuir et de la laine rouge, jaune et verte. Le lundi soir, des hommes lisent une liste fictive de couples fiancés dans le but de se moquer et de divertir. Pendant Mardi Gras, des habitants se déguisent en personnages traditionnels, des matrafonas (immunisées contre les caretos). Une marionnette est brulée à la fin du mardi, puis les caretos vont chez des parents et amis. Des spectacles ont lieu et de la musique est jouée. Le plat traditionnel est une saucisse servie en pot-au-feu avec des pommes de terre bouillies et des haricots. Le nom des caretos a pour étymologie les sonnailles qu'ils portent. Leur rôle est de « choquer » les jeunes femmes, d'amuser et d'effrayer, d'après un article. Le costume est fabriqué sur mesure, taillé dans une toile à matelas solide, puis cousu de bandes de boucles de laine rouge, jeune et verte. Un dicton portugais dit au sujet des actes brutaux des caretos : « C’est carnaval, personne ne peut le prendre mal ».

## Préservation

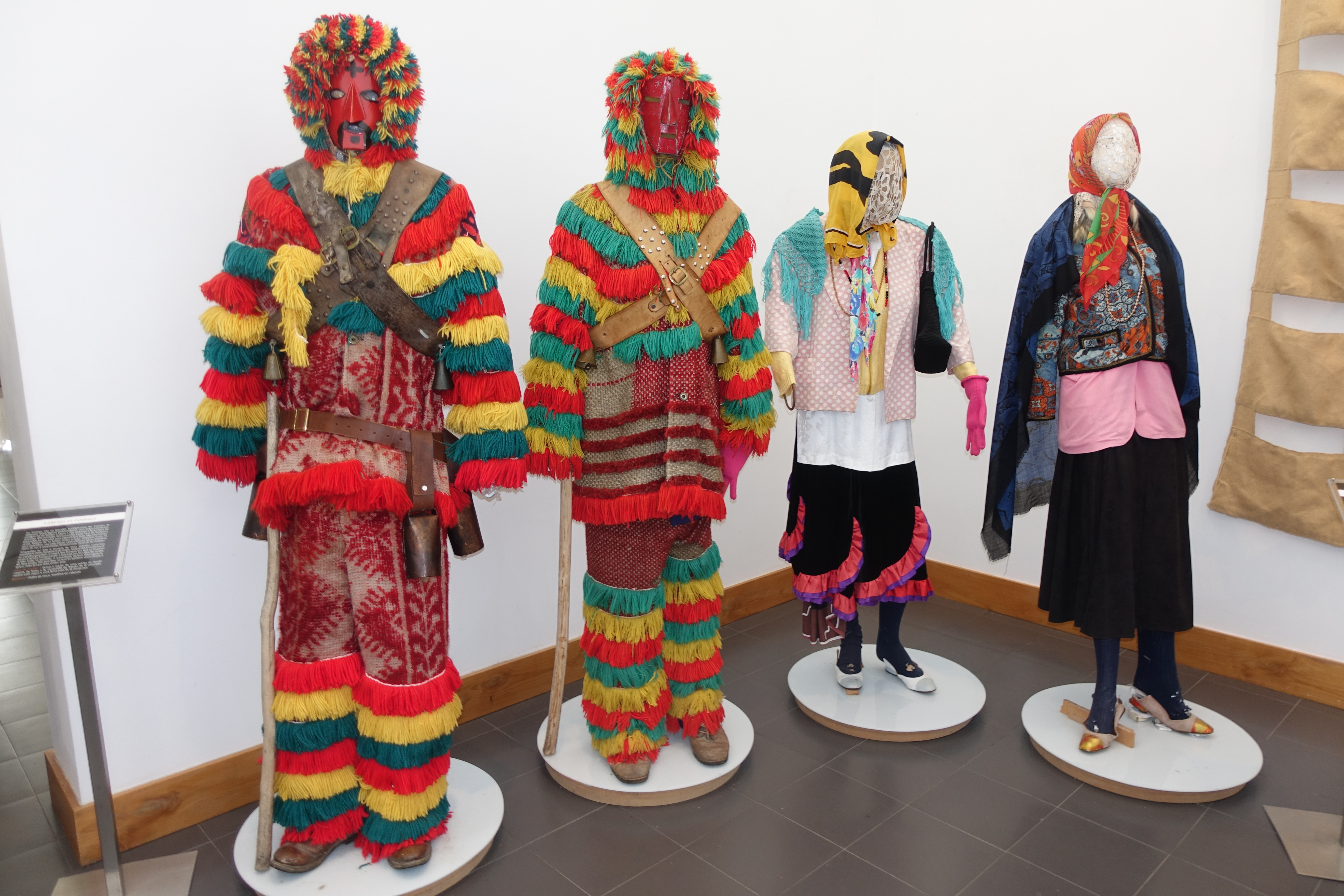
Maison du Careto

Plusieurs initiatives de préservation sont prises : l'Association du groupe de caretos organise des activités. Des musées ouvrent : la maison du Careto, à Podence , est inaugurée en 2004 et présente l'histoire et les costumes des caretos. Le musée ibérique du masque et du costume traditionnel se situe à Bragance.
En 2019, le carnaval est inscrit sur la liste représentative du patrimoine culturel immatériel de l'humanité.